# Jóga
"Jóga" är en låt skriven av den isländska sångerskan Björk med Sjón, utgiven som den första singeln från albumet Homogenic den 22 september 1997. Som albumets ledande singel introducerar "Jóga" resten av albumet med dess blandning av klassiska stråkinstrument och tunga electronica-slag. Låten nådde #191 på den brittiska singellistan; dock nådde den högre placeringar i de nordiska länderna: #16 i Finland och #37 i Sverige.
Texten till låten nämner frasen state of emergency (undantagstillstånd) upprepade gånger men innehåller inte själva låttiteln: den är tillägnad hennes nära vän Jóhanna Jóhannsdóttir (med smeknamnet Jóga) och deras hemland Island. 
Musikvideon till låten regisserades av den franske videoproducenten Michel Gondry.

## Låtlista
Brittisk CD 1
1. "Jóga" (Howie B Main Mix) – 5:00
2. "Jóga" (String and Vocal Mix) – 4:40
3. "Jóga" (Buzz Water Mix) – 5:06
4. "All Is Full of Love" (Choice Mix) – 4:35

Brittisk CD 2
1. "Jóga" – 5:00
2. "Sod Off" – 2:56
3. "Immature" (Björk's version) – 2:51
4. "So Broken" – 5:59

Brittisk CD 3
1. "Jóga" – 5:06
2. "Jóga" (Alec Empire Mix) – 8:44
3. "Jóga" (Alec Empire Digital Hardcore Mix 1) – 6:06
4. "Jóga" (Alec Empire Digital Hardcore Mix 2) – 6:06

EP (TPLP81CD)
1. "Jóga" (Howie B Main Mix) – 5:00
2. "Jóga" (String and Vocal Mix) – 4:40
3. "Jóga" (Buzz Water Mix) – 5:06
4. "All Is Full of Love" (Choice Mix) – 4:35
5. "Jóga" – 5:00
6. "Sod Off" – 2:56
7. "Immature" (Björk's version) – 2:51
8. "So Broken" – 5:59
9. "Jóga" (Alec Empire Mix) – 8:44
10. "Jóga" (Alec Empire Digital Hardcore Mix 1) – 6:06
11. "Jóga" (Alec Empire Digital Hardcore Mix 2) – 6:06